# باتيرسون (أركنساس)
باتيرسون (بالإنجليزية: Patterson, Arkansas)‏ هي بلدة أمريكية تقع في الولايات المتحدة في مقاطعة وودروف، أركنسو. يقدر عدد سكانها بـ 452 نسمة ومساحتها 2.9 كم2 وترتفع عن سطح البحر 61 متر.

## التركيبة السكانية
حدّد مكتب تعداد الولايات المتحدة بيانات التركيبة السكانية لباتيرسون في تعداد الولايات المتحدة. في ما يلي، التركيبة السكانية حسب تعدادي 2000 و2010.

### تعداد عام 2000
بلغ عدد سكان باتيرسون 467 نسمة بحسب تعداد عام 2000، وبلغ عدد الأسر 195 أسرة وعدد العائلات 128 عائلة مقيمة في المدينة. في حين سجلت الكثافة السكانية 159.4 نسمة لكل كيلومتر مربع (412.8/ميل2). وبلغ عدد الوحدات السكنية 237 وحدة بمتوسط كثافة قدره 80.9 لكل كيلومتر مربع (209.5/ميل2).
وتوزع التركيب العرقي للمدينة بنسبة 73.23% من البيض و23.34% من الأمريكيين الأفارقة و1.28% من الأمريكيين الأصليين و0.21% من سكان جزر المحيط الهادئ و1.71% من الأعراق الأخرى و0.21% من عرقين مختلطين أو أكثر و1.71% من الهسبانيون أو اللاتينيون من أي عرق.
بلغ عدد الأسر 195 أسرة كانت نسبة 28.7% منها لديها أطفال تحت سن الثامنة عشر تعيش معهم، وبلغت نسبة الأزواج القاطنين مع بعضهم البعض 48.7% من أصل المجموع الكلي للأسر، ونسبة 12.8% من الأسر كان لديها معيلات من الإناث دون وجود شريك،  بينما كانت نسبة 4.1% من الأسر لديها معيلون من الذكور دون وجود شريكة وكانت نسبة 34.4% من غير العائلات. تألفت نسبة 33.3% من أصل جميع الأسر من عدة أفراد يعيشون في نفس المنزل ونسبة 14.9% كانت تتألف من شخص يعيش بمفرده يبلغ من العمر 65 عاماً أو أكثر. وبلغ متوسط حجم الأسرة المعيشية 2.39، أما متوسط حجم العائلات فبلغ 3.02.
بلغ العمر الوسطي للسكان 40.7 عاماً. وكانت نسبة 22.9% من القاطنين تحت سن الثامنة عشر، وكانت نسبة 8.1% بين الثامنة عشر والرابعة والعشرين عاماً، ونسبة 24.2% كانت واقعةً في الفئة العمرية ما بين الخامسة والعشرين والرابعة والأربعين عاماً، ونسبة 25.1% كانت ما بين الخامسة والأربعين والرابعة والستين، ونسبة 19.7% كانت ضمن فئة الخامسة والستين عاماً فما فوق. يوجد لكل 100 أنثى 100.4 ذكر، ويوجد لكل 100 أنثى في الثامنة عشر من عمرها فما فوق 95.7 ذكر.
بلغ متوسط دخل الأسرة في المدينة 17,308 دولارًا، أما متوسط دخل العائلة فبلغ 21,250 دولارًا. وكان متوسط دخل الذكور 25,313 دولارًا مقابل 17,750 دولارًا للإناث. وسجل دخل الفرد الخاص بالمدينة 12,532 دولارًا. وكانت نسبة 24.7% من العائلات ونسبة 31% من السكان تحت خط الفقر، وكان من هؤلاء نسبة 40% تحت سن الثامنة عشر ونسبة 30.3% في الخامسة والستين من العمر وما فوق.

### تعداد عام 2010
بلغ عدد سكان باتيرسون 452 نسمة بحسب تعداد عام 2010، وبلغ عدد الأسر 185 أسرة وعدد العائلات 123 عائلة مقيمة في المدينة. في حين سجلت الكثافة السكانية 154.3 نسمة لكل كيلومتر مربع (399.6/ميل2). وبلغ عدد الوحدات السكنية 230 وحدة بمتوسط كثافة قدره 78.5 لكل كيلومتر مربع (203.3/ميل2).
وتوزع التركيب العرقي للمدينة بنسبة 76.55% من البيض و19.47% من الأمريكيين الأفارقة و0.88% من الأمريكيين الأصليين و3.10% من عرقين مختلطين أو أكثر.
بلغ عدد الأسر 185 أسرة كانت نسبة 31.4% منها لديها أطفال تحت سن الثامنة عشر تعيش معهم، وبلغت نسبة الأزواج القاطنين مع بعضهم البعض 42.2% من أصل المجموع الكلي للأسر، ونسبة 16.2% من الأسر كان لديها معيلات من الإناث دون وجود شريك،  بينما كانت نسبة 8.1% من الأسر لديها معيلون من الذكور دون وجود شريكة وكانت نسبة 33.5% من غير العائلات. تألفت نسبة 31.4% من أصل جميع الأسر من عدة أفراد يعيشون في نفس المنزل ونسبة 13% كانت تتألف من شخص يعيش بمفرده يبلغ من العمر 65 عاماً أو أكثر. وبلغ متوسط حجم الأسرة المعيشية 2.44، أما متوسط حجم العائلات فبلغ 3.08.
بلغ العمر الوسطي للسكان 39.3 عاماً. وكانت نسبة 26.3% من القاطنين تحت سن الثامنة عشر، وكانت نسبة 5.8% بين الثامنة عشر والرابعة والعشرين عاماً، ونسبة 24.1% كانت واقعةً في الفئة العمرية ما بين الخامسة والعشرين والرابعة والأربعين عاماً، ونسبة 29.2% كانت ما بين الخامسة والأربعين والرابعة والستين، ونسبة 14.6% كانت ضمن فئة الخامسة والستين عاماً فما فوق. وتوزع التركيب الجنسي للسكان بنسبة 50.4% ذكور و49.6% إناث.